# Amt Entlebuch
Das Amt Entlebuch war von 1803 bis 2012 eines von fünf Ämtern des Kantons Luzern in der Schweiz. Hauptort war Schüpfheim. Die neue Luzerner Kantonsverfassung von 2007 kennt keine Ämter mehr; sie dienten allerdings vorerst weiterhin als statistische Einheiten. Das Amt Entlebuch wurde auf den 1. Januar 2013 durch den Wahlkreis Entlebuch abgelöst.
Das Amt Entlebuch lag im Südwesten des Kantons Luzern, südlich des Napf. Das Amt war mehr oder weniger deckungsgleich mit dem Quellgebiet der Flüsse Kleine Emme und Ilfis, einem der Quellflüsse der Emme.
Die Region Entlebuch entspricht der historischen Vogtei Entlebuch, und bis auf Werthenstein, dessen Gemeindegebiet nur teilweise zur historischen Vogtei gehörte, ebenfalls dem Amt Entlebuch.

## Liste der Gemeinden
Das Amt Entlebuch bestand aus den folgenden neun Gemeinden:
| Wappen        | Name der Gemeinde | Einwohner (31. Dezember 2012) | Fläche in km² |
| ------------- | ----------------- | ----------------------------- | ------------- |
| Doppleschwand | Doppleschwand     | 739                           | 6,94          |
| Entlebuch     | Entlebuch         | 3296                          | 56,89         |
| Escholzmatt   | Escholzmatt       | 3134                          | 61,41         |
| Flühli        | Flühli            | 1902                          | 108,20        |
| Hasle         | Hasle             | 1751                          | 40,29         |
| Marbach       | Marbach           | 1212                          | 45,08         |
| Romoos        | Romoos            | 695                           | 37,32         |
| Schüpfheim    | Schüpfheim        | 4053                          | 38,27         |
| Werthenstein  | Werthenstein      | 1967                          | 15,78         |
|               | Total (9)         | 18'749                        | 410,18        |

## Veränderungen im Gemeindebestand

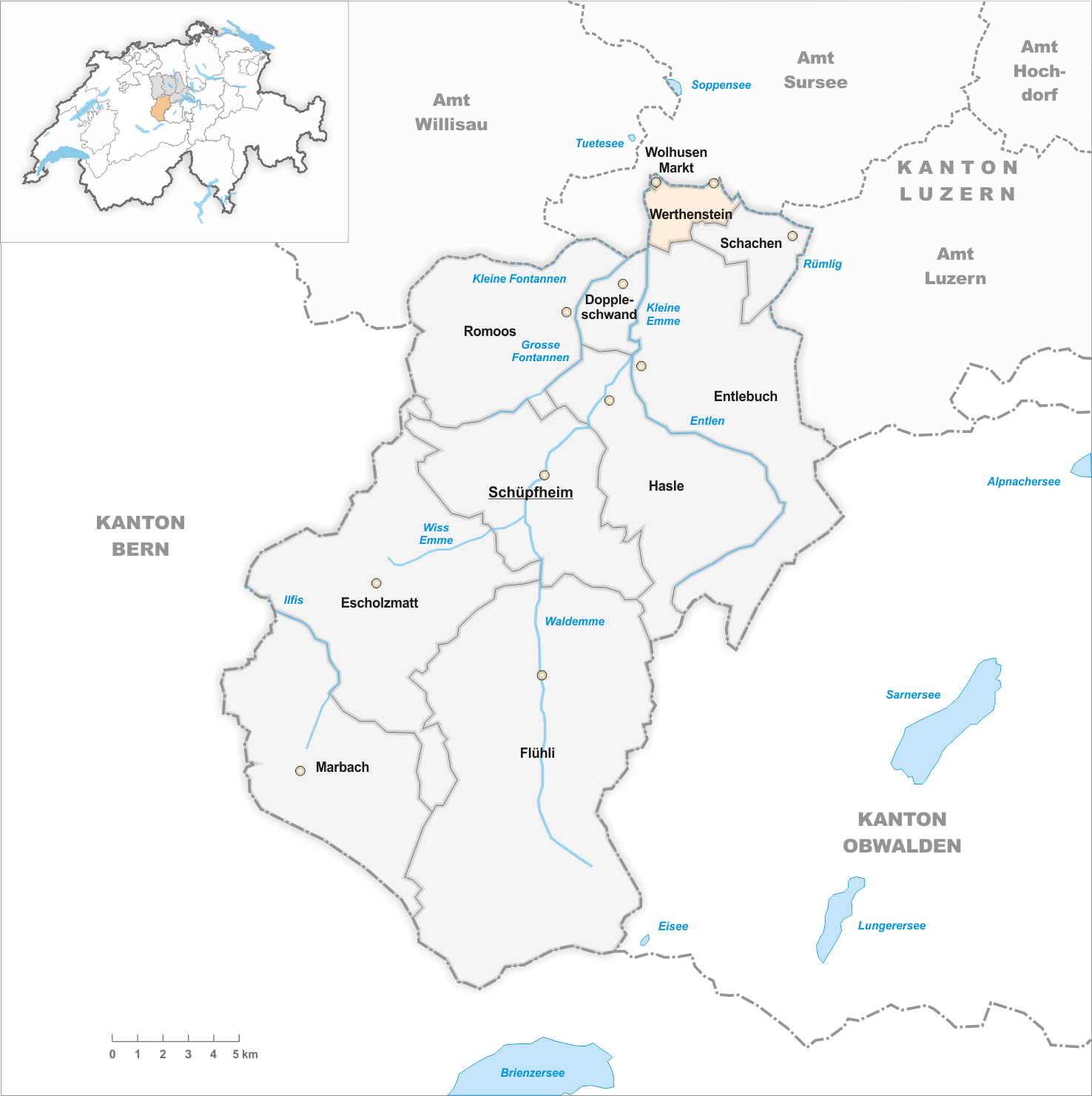
Gemeinden bis 1852
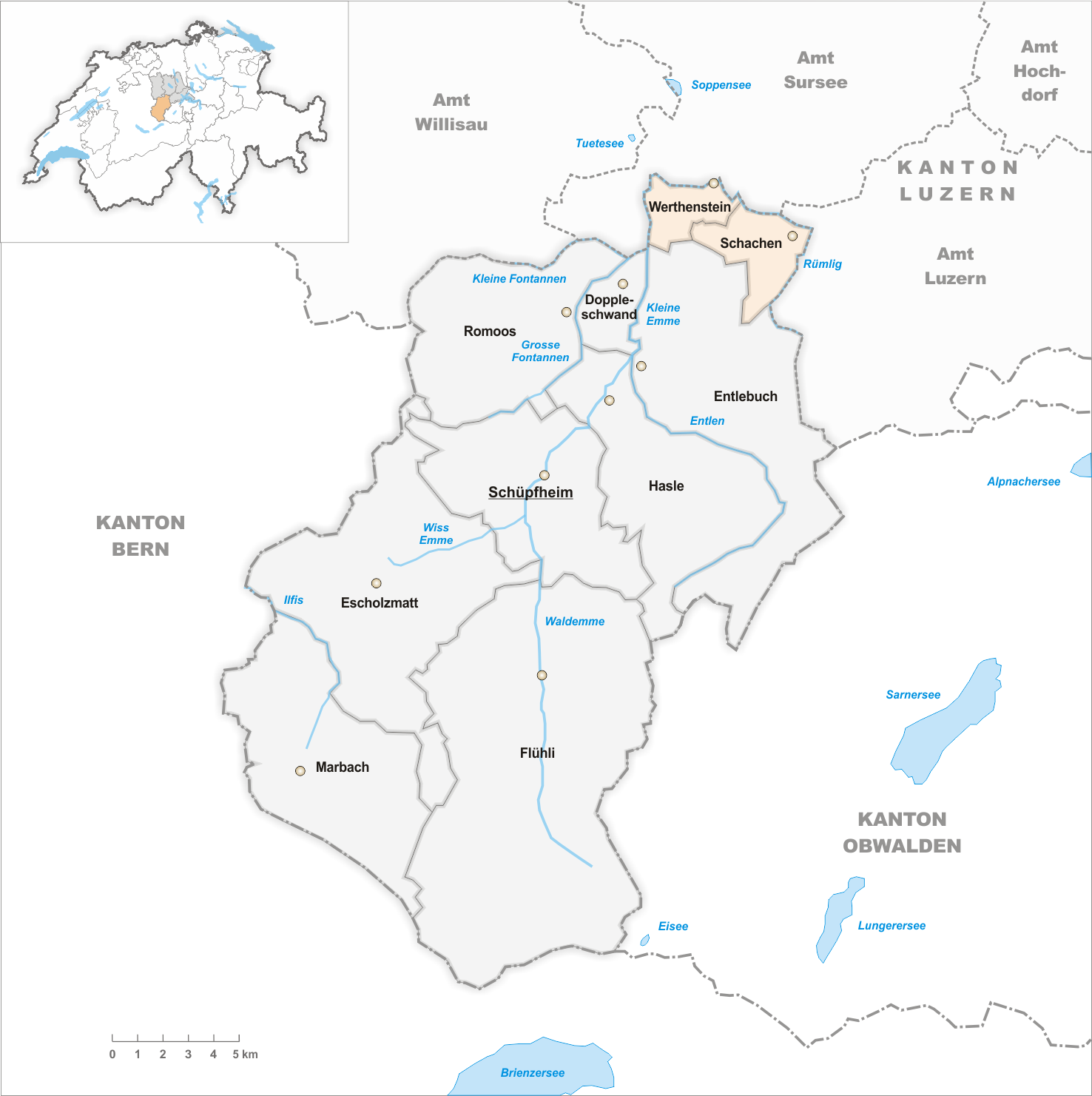
Gemeinden bis 1888
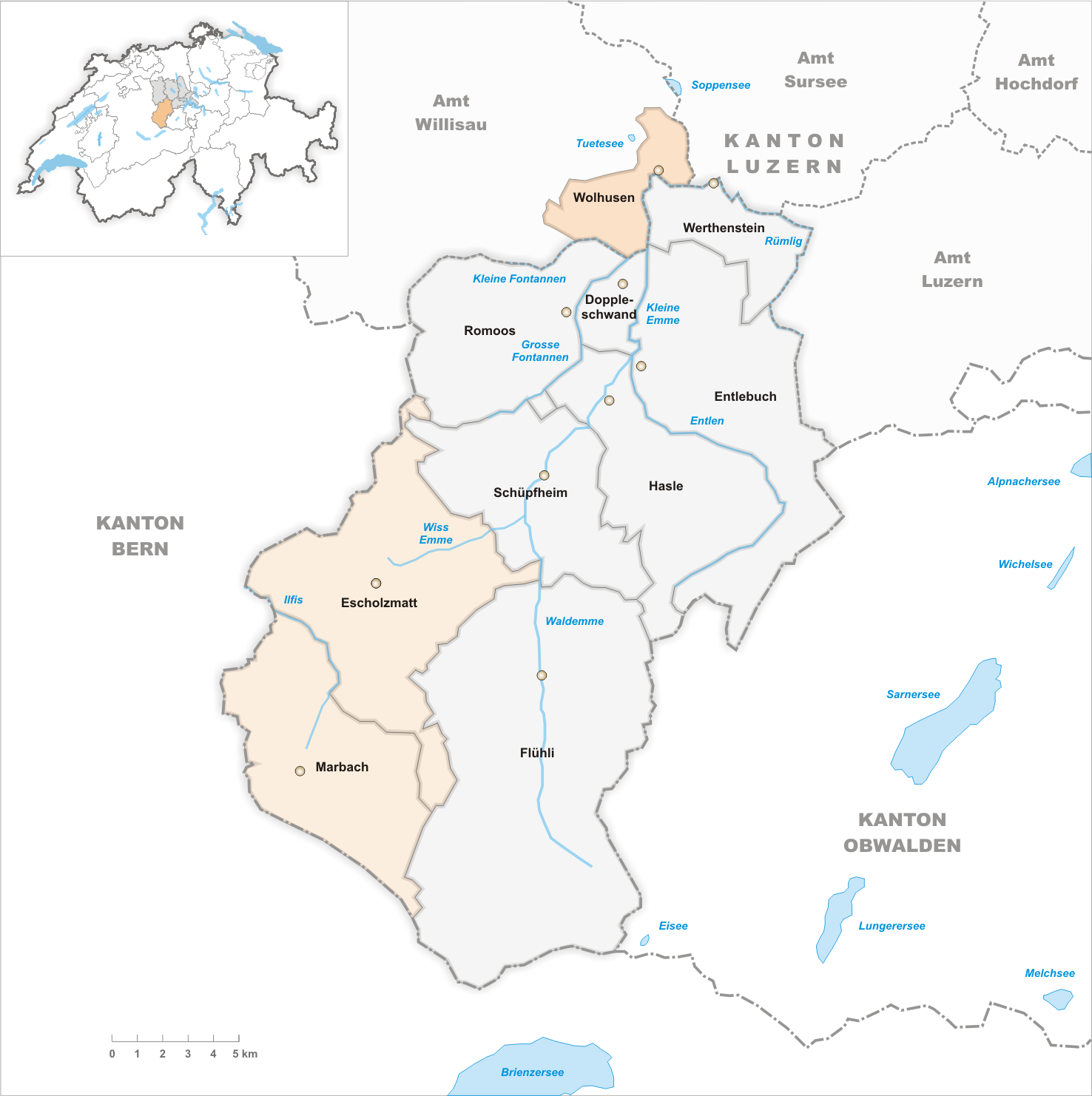
Gemeinden bis 2012

- 1853: Fusion Wolhusen Markt und Werthenstein → Werthenstein
- 1889: Fusion Schachen und Werthenstein → Werthenstein
- 2013: Fusion Escholzmatt und Marbach → Escholzmatt-Marbach
- 2013: Bezirkswechsel aller Gemeinden im Amt Entlebuch → Wahlkreis Entlebuch
- 2013: Bezirkswechsel Wolhusen vom Amt Sursee → Wahlkreis Entlebuch

## Biosphärenreservat
Die Region Entlebuch ist seit 2000 das erste UNESCO-Biosphärenreservat der Schweiz (nach Sevilla-Strategie). Zur Unesco Biosphäre Entlebuch gehören acht der neun Gemeinden des Amtes Entlebuch: Doppleschwand, Entlebuch, Escholzmatt, Flühli, Hasle, Marbach, Romoos und Schüpfheim.